# 江戸料理

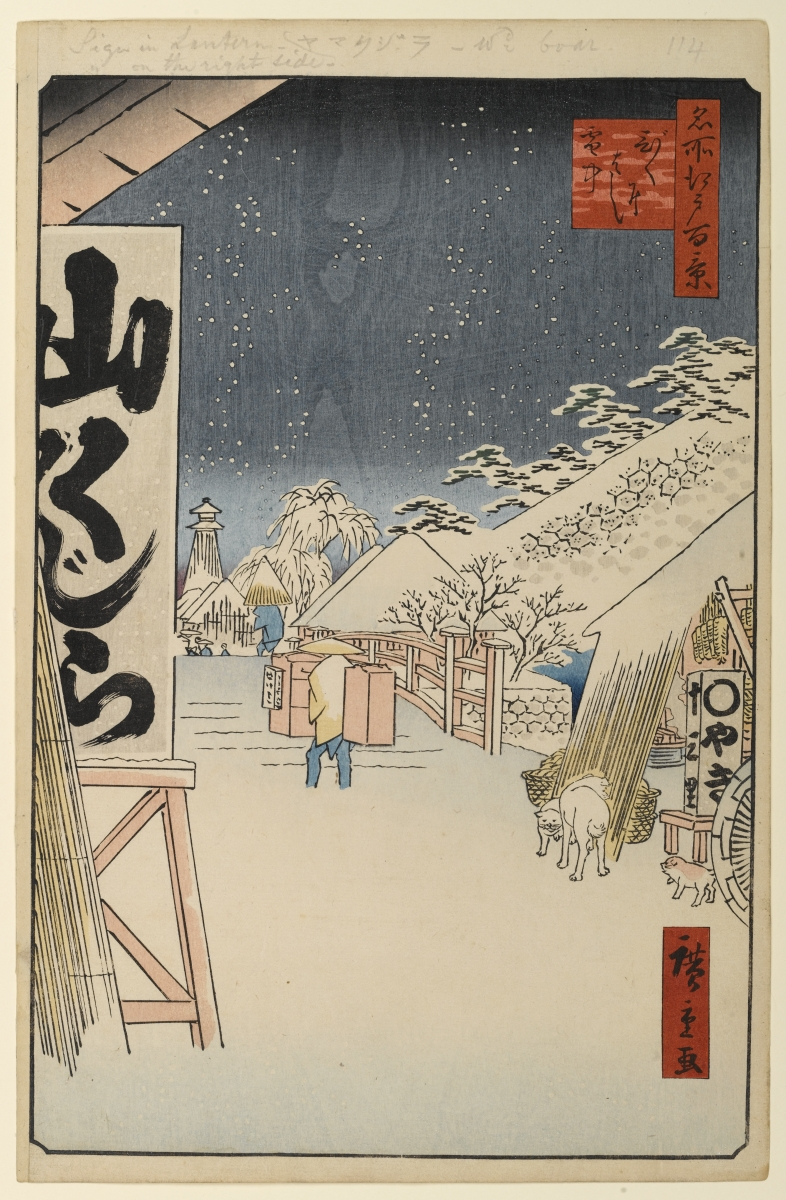
名所江戸百景 第114景「びくにはし雪中」

江戸料理（えどりょうり）とは、江戸時代の江戸で発達した料理、またその流れをくむ東京の郷土料理を言う。

## 概要
江戸近郊の野菜や、江戸前の新鮮な魚介を使用した料理が多い。江戸時代の日本橋周辺では養殖も盛んであり、鯛・平目・海老の生け簀が多くあった。
脂っこくなくさっぱりした味が好まれる事から、初鰹や白身魚などが好まれていた。見た目に華やかな料理が多く、遊び心のある「もどき」料理も発達した。

武士の町・職人の町である事から、ふぐ鍋や柳川を含むどぜう鍋に代表される、醤油と砂糖を大量に用いるはっきりと効いた味付けが好まれていたが、素材の味を生かしたあっさりした料理も多い。料理職人の調理方法は、素材の味を引き出すことを重視している。おいしい旬の物を好み、高くても初物を競って食べた。
名所江戸百景を見ると、江戸の料理を知る事が出来る。第114景「びくにはし雪中」には、「山くじら」という猪肉を売る店（「尾張屋」による、猪肉とねぎの鍋を客に出す）と、「○やき」のさつま芋丸焼き屋、燗酒と田楽・おでんの振売りが見られる。
現在でも八百善など江戸料理の看板をあげる店もあるが、明治時代以降は武士の儀礼に基づく本膳料理の伝統は絶え、会席料理が主流となった。
一部の地域では、江戸料理による地域活性化が試みられている。

## 料理
- 江戸蕎麦（ひきたて・うちたて・ゆでたてを、ツユに付けて食べる。もしくはかけそば） -1673年 正直蕎麦
  - 花まき（浅草海苔）
  - おかめそば
  - そばがき
  - そばきり - 1664年 けんどん蕎麦切り
- 天ぷら（榧油やごま油などを使用し色よく揚げる。天つゆ・大根おろしを使う）
- 江戸前寿司 - 徳川家康は宮中に寿司を献上している
  - 握り寿司
  - 海苔巻き（細巻）
- 刺身（指身、指味、刺躬、差味）
- 鰻（うなぎ）料理
  - 蒲焼 単に江戸前と言えばこれを指した。背開きをし、白焼きしたあと蒸してから本焼きする事によって脂と泥臭さを抜き柔らかいものとする。
- 穴子（あなご）料理（さっぱりしている事から好まれた）
- どぜう（柳川鍋・丸鍋、どぜう汁）
- すき焼き（牛鍋を元とする）
- 田楽
  - 味噌田楽（木の芽田楽、浅芽田楽）
  - おでん（関西では関東煮とも呼ぶ）
- 桜鍋
- 葱鮪鍋

## 店
- 料亭（当初は遊廓や酒を飲むところの境が曖昧であった）
- 小料理屋・飯屋（明暦以降）
- 会席料理店
- 屋台（江戸時代より。そば・寿司・天ぷら）

## 江戸料理を支えるもの
- 鮮度が高く質の良い魚介類
  - 魚河岸 - 1625年に魚市場開設
  - 江戸前
  - 日本各地から送られてくる多種にわたる魚介類[3]。
- 鰹節
- 関東地方の中硬水（やや硬度の高い軟水）
- 香り高い濃口醤油（野田や銚子の産） - 1645年 下総で醤油の醸造開始
- 江戸甘味噌
- みりん（流山の産）
- ごま油 - 江戸前天ぷらの揚げ油
- 江戸海苔
- 江戸野菜（小松菜や練馬大根など）